# Siparuni
Siparuni je rijeka u Gvajani. Pritoka je rijeke Essequibo.